# Кляйне, Теодор
Теодор Кляйне (нем. Theodor Kleine; 4 сентября 1924, Люнен — 12 февраля 2014, там же) — немецкий гребец-байдарочник, выступал за сборные ФРГ и Объединённой Германии во второй половине 1950-х годов. Серебряный призёр летних Олимпийских игр в Мельбурне, двукратный чемпион мира, двукратный чемпион Европы, победитель многих регат национального и международного значения.

## Биография
Теодор Кляйне родился 4 сентября 1924 года в городе Люнене. Активно заниматься греблей начал с раннего детства, проходил подготовку в Дуйсбурге в местном каноэ-клубе «Бертазе».
Участвовал в спортивных соревнованиях ещё во время Второй мировой войны, неоднократно выигрывал немецкие молодёжные первенства. В 1947 году впервые стал чемпионом Германии среди взрослых спортсменов.
Первого серьёзного успеха на взрослом международном уровне добился в сезоне 1956 года, когда попал в основной состав западногерманской национальной сборной и благодаря череде удачных выступлений удостоился права защищать честь страны на летних Олимпийских играх в Мельбурне, где представлял так называемую Объединённую германскую команду, собранную из спортсменов ФРГ и ГДР. Стартовал здесь вместе с напарником Фрицем Брилем в зачёте двухместных байдарок на дистанции 10000 метров и занял в решающем заезде второе место, уступив на финише только венгерскому экипажу Ласло Фабиана и Яноша Ураньи.
Став серебряным олимпийским призёром, Кляйне остался в основном составе гребной команды ФРГ и продолжил принимать участие в крупнейших международных регатах. Так, в 1957 году он выступил на чемпионате Европы в бельгийском Генте, где одержал победу в десятикилометровой гонке байдарок-четвёрок. Год спустя побывал на чемпионате мира в Праге, откуда привёз две награды золотого достоинства, выигранные среди четвёрок на одном километре и на десяти километрах.
Последний раз показал сколько-нибудь значимый результат на международной арене в сезоне 1959 года, когда на домашнем европейском первенстве в Дуйсбурге взял серебро в километровой программе четырёхместных байдарок и стал лучшим в четвёрках на десяти километрах. Вскоре по окончании этих соревнований в 1960 году принял решение завершить карьеру профессионального спортсмена, уступив место в сборной молодым немецким гребцам.
Впоследствии в течение многих лет работал спортивным преподавателем. Умер 12 февраля 2014 года в своём родном Люнене в возрасте 89 лет.